# Ганза (футбольный клуб)
«Ганза» (нем. F.C. Hansa Rostock e.V.) — немецкий футбольный клуб из города Росток, выступающий в Третьей лиге. Основан в 1965 году. Является одним из самых титулованных восточногерманских клубов. Последний чемпион и обладатель Кубка ГДР.

## История
В 1995—2005 годах 10 сезонов подряд «Ганза», лидерами которой были Штефан Байнлих, Сергей Барбарез, Оливер Нёвилль, играла в Бундеслиге, дважды занимая 6-е место (1996 и 1998). С 2012 года клуб выступает в третьей лиге Германии. В сезоне 2020/2021 вышел во Вторую Бундеслигу.

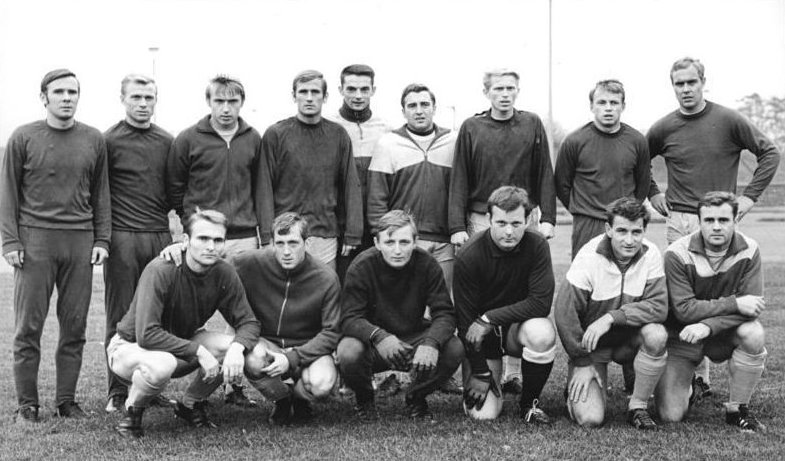
«Ганза» 1970

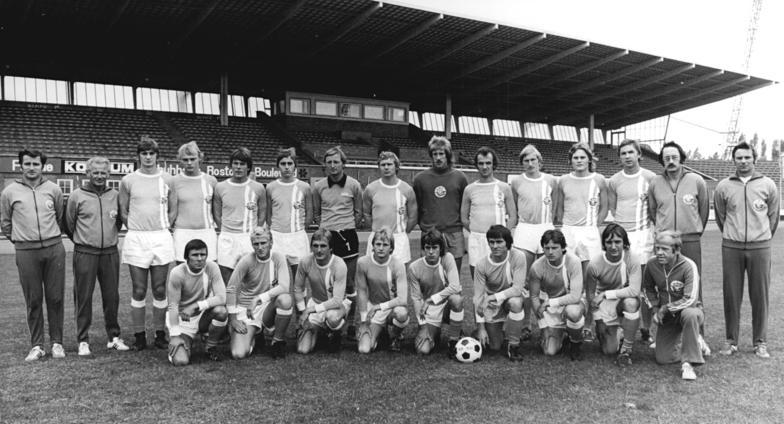
«Ганза» 1978

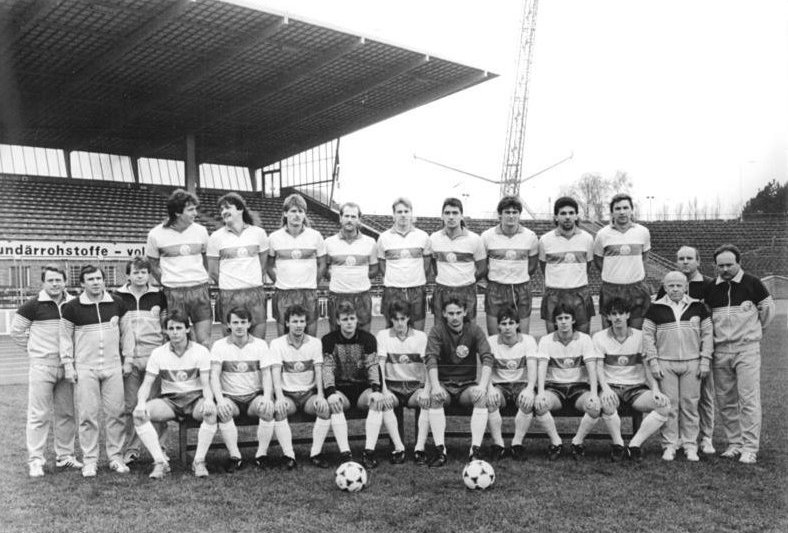
«Ганза» 1990

## Достижения
- Чемпион ГДР: 1991
- Вице-чемпион ГДР: 1962, 1963, 1964, 1968
- Обладатель Кубка ГДР: 1991
- Финалист Кубка ГДР: 1955, 1957, 1960, 1967, 1987
- Чемпион Второй Бундеслиги: 1995
- Кубок Интертото: 1968

## Домашняя арена
Стадион «Остзеештадион» построен в 1954 году. Вмещает 29 000 зрителей.

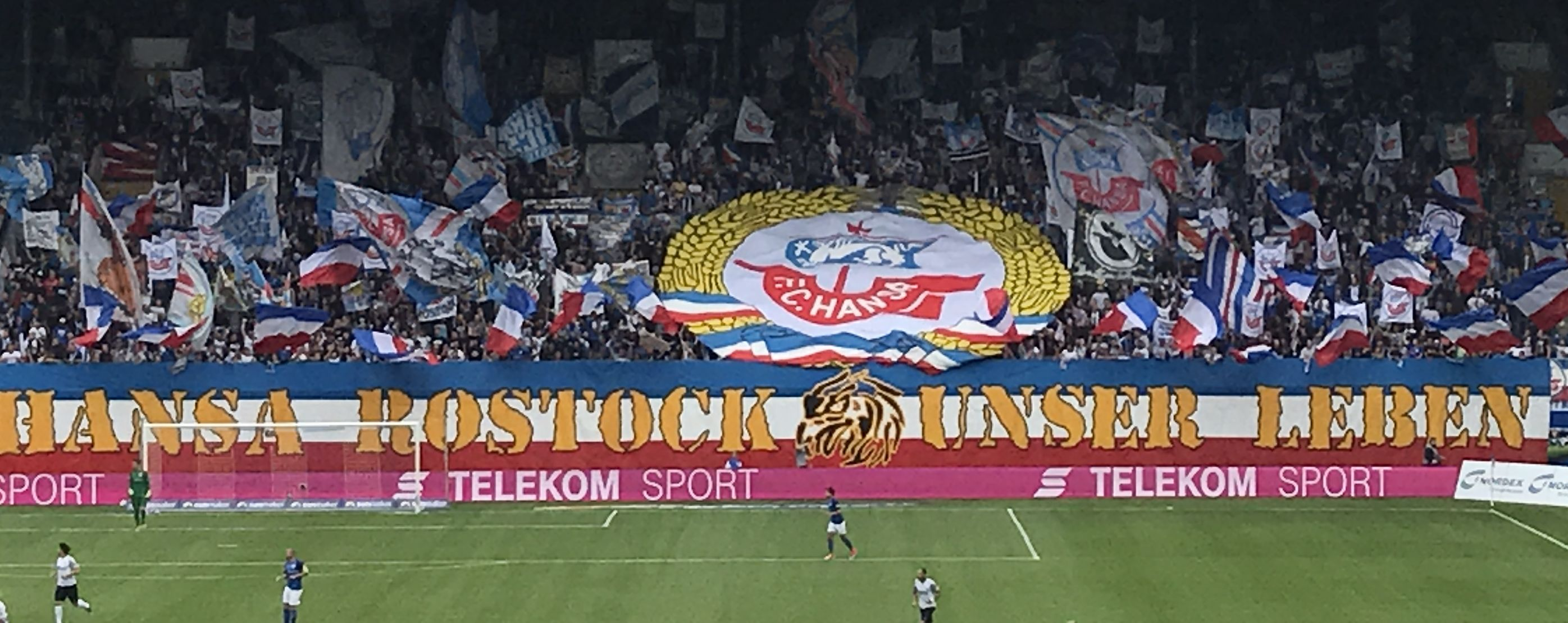
Южная трибуна
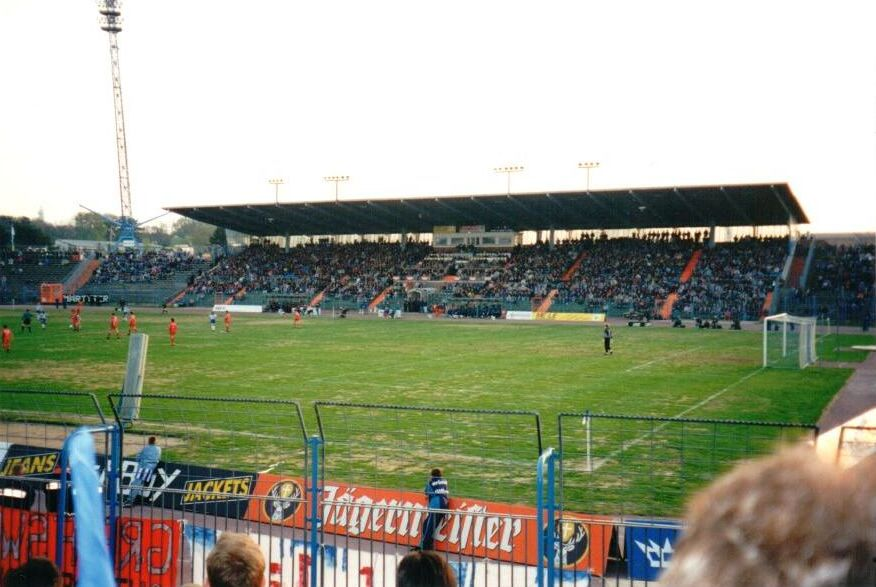
Центральная трибуна
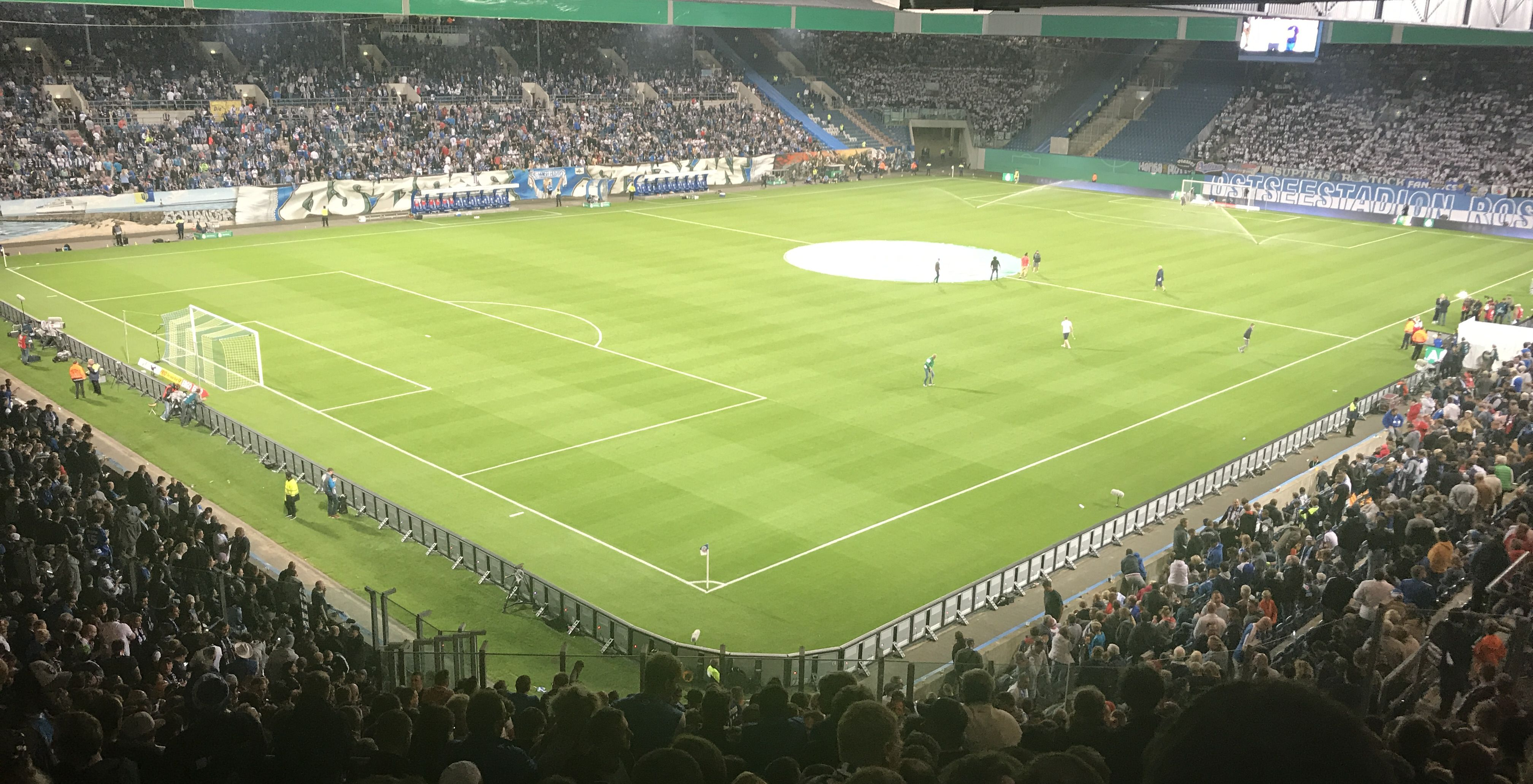
Стадион 2017

## Матчи
| Крупные победы               | | |
|                              | Дома | В гостях |
| Бундеслига                   | 5:1 над Боруссией Дортмунд (14 августа 1991) 4 раза 4:0 — над Нюрнбергом (3 августа 1991), Гертой (20 сентября 1997), Фрайбургом (9 февраля 2002) и над Кайзерслаутерном (8 ноября 2003) | 4:0 над ФК Энергия Котбус (24 августа 2002)                                                                    |
| 2. Бундеслига                | 6:0 над Вольфсбургом (1 апреля 1995) , 19.10.2008 над Кобленцом 9:0 | 4:0 над Ваттеншайд 09 (27 мая 1995.)                                                                           |
| Оберлига ГДР                 | 3 раза 6:0 — над Хеми Карл-Маркс-Штадт (28 августа 1955), Айнхайт Дрезден (3 июня 1962) и Форвертс (22 апреля 1988)                                                                      | 7:0 над Фортсшрит Вайсенфельс (26 июня 1960)                                                                   |
| Лига ГДР                     | 2 раза 10:0 — над Мотор Вольгаст (3 декабря 1977) и Кернкрафтверк Грейфсвальд — (25 августа 1979)                                                                                        | 6:0 над Демминер ВБ (8 октября 1977)                                                                           |
| Крупнейшие поражения         | | |
|                              | Дома | В гостях |
| Бундеслига                   | 0:6 от Гамбурга (14 ноября 2004) | 1:6 от Баварии (9 сентября 1998) 2 раза 0:5 — от Шальке 04 (12 октября 1991) и от Фрайбурга (27 сентября 1999) |
| 2. Бундеслига                | 0:3 от Кобленца (6 мая 2007) | 0:5 от Ганновер 96 (4 апреля 1994)                                                                             |
| Оберлига ГДР                 | 0:4 от Форвертс Берлин (15 октября 1960) | 4 раза 0:6 — все от Динамо Берлин (26 февраля 1977, 25 августа 1982, 20 августа 1983 и 5 августа 1987)         |
| Лига ГДР                     | 0:3 от Шталь Риза (1 июля 1978) | 0:3 от Шталь Риза (28 мая 1978)                                                                                |
| С большим к-ом забитых голов | | |
|                              | 2 раза 10:0 — против Мотор Вольгаст и Кернкрафтверк Грейфсвальд | 5:5 против Локомотива Лейпциг (3 марта 1979), 4:4 против Карлсруэ (20 ноября 2006)                             |